# Udo Beyer
Udo Beyer (Stalinstadt, 9 agosto 1955) è un ex pesista tedesco, medaglia d'oro alle Olimpiadi di Montreal del 1976 e medaglia di bronzo alle Olimpiadi di Mosca del 1980.
Ha un primato personale di 22,64 m che è stato il record mondiale della specialità che attualmente lo piazza al settimo posto nella graduatoria mondiale di tutti i tempi.
Nel febbraio 2013 ha ammesso l'uso di sostanze dopanti durante tutta la sua carriera.
È fratello della ex-discobola Gisela Beyer e dell'ex-giocatore di pallamano Hans-Georg Beyer.

## Biografia

### Gli inizi (1970-1975)
Udo Beyer inizia la sua carriera sportiva come portiere di pallamano nella squadra della sua città, che nel frattempo ha assunto il nome di Eisenhüttenstadt ma, dietro consiglio del padre, decide di concentrarsi sull'atletica leggera.
Nel 1973 entra nella formazione di atletica dell'esercito ASK Vorwärts Potsdam come specialista nel getto del peso e si dedica anche agli studi universitari per poi diventare insegnante di educazione fisica. Proprio in quell'anno partecipa ai campionati europei juniores, dove riesce a vincere il titolo con un lancio a 19,65 metri.
L'anno successivo, all'età di 19 anni, prende parte alla sua prima manifestazione internazionale a livello assoluto, i Campionati europei di Roma. Nell'occasione si qualifica per la finale concludendo la gara in ottava posizione.

### I successi (1976-1982)

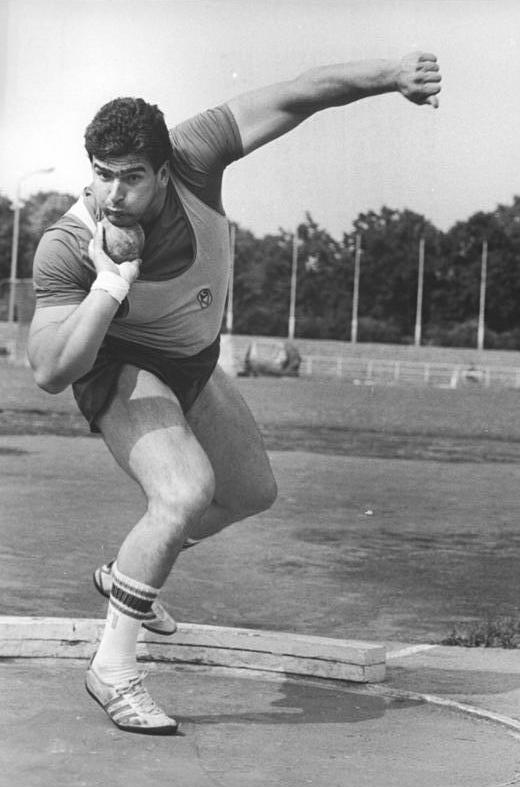
Udo Beyer nel 1980.

Nel 1976, con la misura di 21,05 m, suo primato personale, conquista la medaglia d'oro alle Olimpiadi di Montreal 1976 davanti ai più titolati atleti sovietici Evgenij Mironov e Aleksandr Baryšnikov.
L'anno dopo, nel 1977, dopo aver conquistato il suo primo titolo nazionale all'aperto, titolo che vincerà ininterrottamente fino al 1987 collezionando quindi 11 medaglie d'oro, partecipa per la prima volta alla Coppa del mondo di atletica leggera dove riesce a vincere la competizione stabilendo anche il suo primato stagionale a 21,74 m.
Il 6 luglio 1978, a Göteborg, ritocca il record del mondo portandolo a 22,15 m mentre, ai Campionati europei di atletica leggera di quell'anno, tenutisi a Praga, ottiene il titolo europeo con un lancio a 21,08 m, il nuovo record dei campionati.
Nella stagione successiva partecipa alle Universiadi di Città del Messico dove, ancora una volta, vince la gara facendo segnare il nuovo primato della manifestazione a 20,49 m.
Alle Olimpiadi di Mosca 1980, visti i suoi successi e la leadership mondiale di quell'anno, grazie ad una prestazione di 21,98 metri, si presenta come il favorito. Sceso in pedana non riesce però a bissare il successo di quattro anni prima, terminando medaglia di bronzo, dietro ai sovietici Vladimir Kiselyov e Aleksandr Baryšnikov.
L'anno dopo, partecipa prima alla Coppa Europa e poi alla Coppa del mondo dove riesce a vincere entrambe le competizioni rispettivamente con la misura di 21,41 e 21,40 m.
Nel 1982 fa registrare il suo ultimo grande successo: il titolo europeo conquistato ad Atene con un lancio a 21,50 m davanti al sovietico Jānis Bojārs.

### I record del mondo (1983-1988)

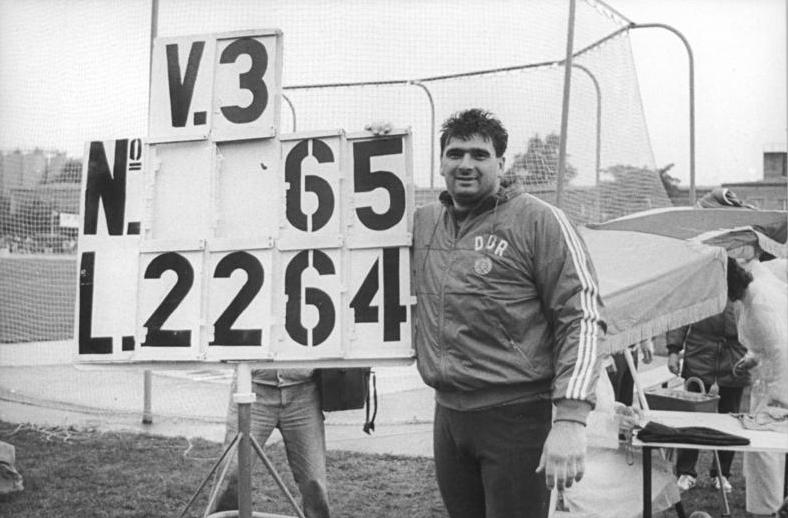
Udo Beyer il 20 agosto 1986 a Berlino quando stabilì il nuovo record mondiale a 22,64 metri.

Nel 1983 stabilisce il nuovo record mondiale lanciando a 22,22 m il 25 giugno a Los Angeles. Poco dopo partecipa ai mondiali di Helsinki come favorito per la vittoria ma non riesce ad andare oltre il sesto posto. L'anno successivo a causa del boicottaggio del blocco orientale, deve rinunciare ai Giochi olimpici di Los Angeles.
Nel 1985, dopo acer concluso terzo in Coppa Europa, vince l'argento ai mondiali indoor di Parigi dietro al cecoslovacco Remigius Machura.
L'anno successivo, il 20 agosto a Berlino Est, sigla il record mondiale della specialità con la misura di 22,64 metri, superando di due centimetri il record del connazionale Ulf Timmermann.
Questo record resterà imbattuto per quasi un anno, fino al 12 agosto 1987, quando l'italiano Alessandro Andrei, a Viareggio, raggiunse la misura di 22,91 m.
Passano solo pochi giorni e partecipa ai Campionati europei di Stoccarda 1986 dove però conclude solo terzo con la misura di 20,74 m.
L'anno successivo, dopo aver vinto l'ultimo titolo nazionale della sua carriera, non prende parte alla Coppa Europa perché gli viene preferito Ulf Timmermann.
Ai mondiali dello stesso anno, a Roma, conclude solo sesto, a più di un metro dal vincitore Werner Günthör.

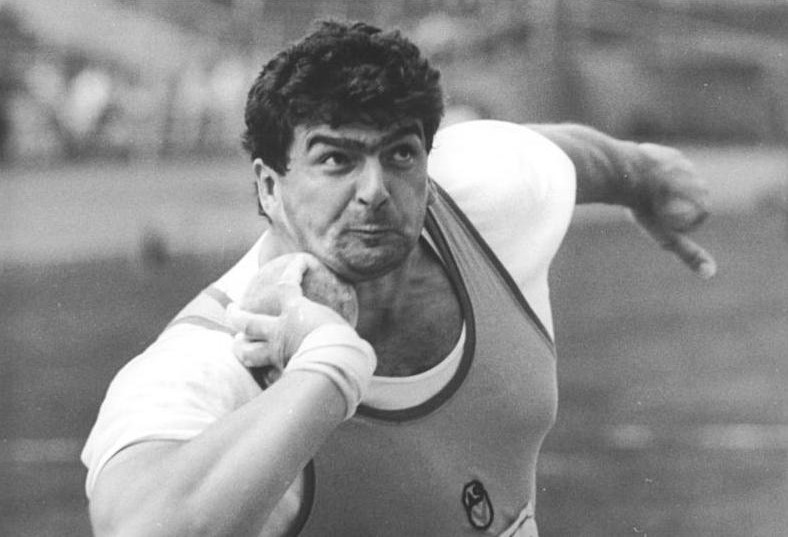
Udo Beyer il 12 giugno 1988.

Nel 1988, dopo una stagione che lo ha visto superare ancora una volta i 22 metri, partecipa alle Olimpiadi di Seul dove, dopo una gara di altissimo livello, raggiunge la quarta posizione con un lancio a 21,40 m dietro allo svizzero Werner Günthör, lo statunitense Randy Barnes e il connazionale Ulf Timmermann vincitore con 22,47 m.

### Il declino e il ritiro (1989-1992)
In questo periodo le sue prestazioni fanno registrare un fortissimo calo e Beyer non riesce più a raggiungere la misura di 21 metri. Nel 1990, agli europei di Spalato deve accontentarsi del quinto posto con un lancio a 20,21 metri.
Caduto il blocco orientale iniziano a filtrare varie indiscrezioni e documenti che certificano il suo uso di sostanze dopanti durante la carriera sportiva.
Nel 1992 veste, per la prima e unica volta, la maglia della nazionale tedesca alle Olimpiadi di Barcellona dove si classifica diciannovesimo con una prestazione di 18,47 m.
Proprio al termine di questa manifestazione Beyer, all'età di 37 anni, decide di concludere la sua quasi ventennale carriera sportiva vissuta costantemente ai vertici delle classifiche mondiali, ma "rovinata" dal sospetto del doping.

## Doping

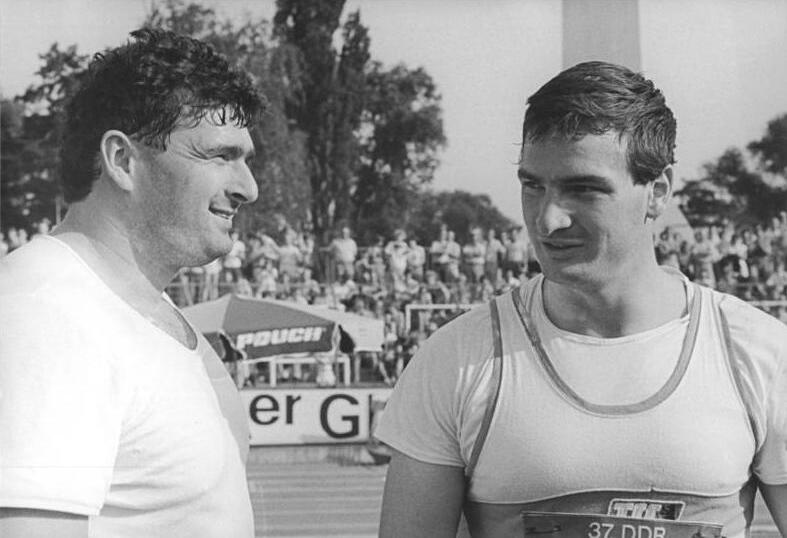
Udo Beyer insieme al connazionale Ulf Timmermann, entrambi investiti dallo scandalo doping.

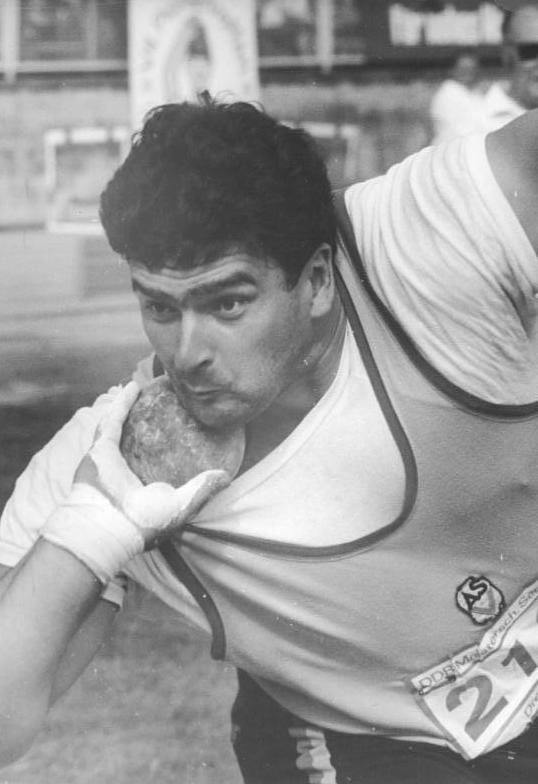
Udo Beyer il 2 luglio 1982.

Nel 1991 molti atleti vennero trovati positivi ai test antidoping, l'ex atleta Brigitte Berendonk, Werner Franke e i ricercatori della Militärmedizinische Akademie Bad Saarow iniziarono a elaborare diversi studi sul doping. Sulla base di queste ricerche si è arrivati a pensare che moltissimi atleti della DDR, per migliorare le proprie prestazioni, abbiano fatto uso di doping.
Poco dopo vengono alla luce anche dei documenti che certificano come, sin dal 1976, a Beyer venissero somministrate forti dosi di steroidi anabolizzanti arrivando a quantitativi che toccavano i 3.955 milligrammi annui. Gli studi hanno inoltre rilevato la somministrazione, tra il 1983 e il 1984, di dosi di Oral Turinabol, un altro anabolizzante.
Il 14 febbraio 2013 ha ammesso di aver fatto largo uso di sostanze dopanti, in maniera consapevole, durante tutti gli anni settanta. In quel periodo infatti nella Germania Est, per la quale gareggiava, vi era un vero e proprio sistema di somministrazione di doping agli atleti.
(Udo Beyer)
La sua ammissione è contenuta nel documentario Einzelkämpfer presentato al Festival internazionale del cinema di Berlino del 2013.
Dal documentario risulta chiaro come Beyer abbia fatto uso di doping per tutto l'arco della sua carriera. La sua confessione arriva però troppo tardi per il Comitato Olimpico Internazionale che non potrà intraprendere alcuna azione per togliere la medaglia d'oro olimpica vinta da Beyer a Montréal 1976.

## Attività extrasportive e vita privata
Vive a Potsdam e, nel 1976, si è sposato. Dalla moglie ha avuto due figlie, una delle quali morì in tenera età. In seguito a questo lutto aderì, diventando ambasciatore, alla Stiftung Kinderhospiz Mitteldeutschland Nordhausen, un'associazione nata per aiutare le famiglie con bambini gravemente malati con un'aspettativa di vita limitata. Conclusa la sua carriera di atleta ha iniziato a praticare l'attività di consulente di viaggio e, nel 1996, ha aperto una sua agenzia di viaggi a Potsdam.

### Politica
Nel 2004, viene eletto al Bundesversammlung, l'Assemblea Federale, come rappresentante del Partito del Socialismo Democratico.

## Progressione

### Getto del peso outdoor
| Stagione | Risultato | Luogo           | Data      | Rank. Mond. |
| -------- | --------- | --------------- | --------- | ----------- |
| 1992     | 20,10 m   | Weiler          | 24-5-1992 | 27º         |
| 1991     | 19,73 m   | Potsdam         | 6-6-1991  | 23º         |
| 1990     | 20,71 m   | Potsdam         | 27-6-1990 | 12º         |
| 1988     | 22,10 m   | Potsdam         | 8-9-1988  | 4º          |
| 1987     | 22,31 m   | Potsdam         | 20-8-1987 | 4º          |
| 1986     | 22,64 m   | Berlino Est     | 20-8-1986 | 1º          |
| 1985     | 21,88 m   | Berlino Est     | 22-9-1985 | 5º          |
| 1984     | 22,04 m   | Rehlingen       | 11-6-1984 | 3º          |
| 1983     | 22,22 m   | Los Angeles     | 25-6-1983 | 1º          |
| 1982     | 21,94 m   | Karl-Marx-Stadt | 9-7-1982  | 2º          |
| 1981     | 21,69 m   | Potsdam         | 29-8-1981 | 2º          |
| 1980     | 21,98 m   | Erfurt          | 18-5-1980 | 1º          |
| 1979     | 21,74 m   | Linz            | 29-7-1979 | 1º          |
| 1978     | 22,15 m   | Göteborg        | 6-7-1978  | 1º          |
| 1977     | 21,74 m   | Düsseldorf      | 2-9-1977  | 1º          |
| 1976     | 21,05 m   | Montréal        | 24-7-1976 | 9º          |
| 1974     | 20,20 m   | Lipsia          | 6-7-1974  | 18º         |
| 1973     | 20,16 m   | Potsdam         | 20-6-1973 | 6º          |

### Getto del peso indoor
| Stagione | Risultato | Luogo   | Data     | Rank. Mond. |
| -------- | --------- | ------- | -------- | ----------- |
| 1985     | 21,39 m   | Potsdam | 6-1-1985 | 4º          |

## Palmarès

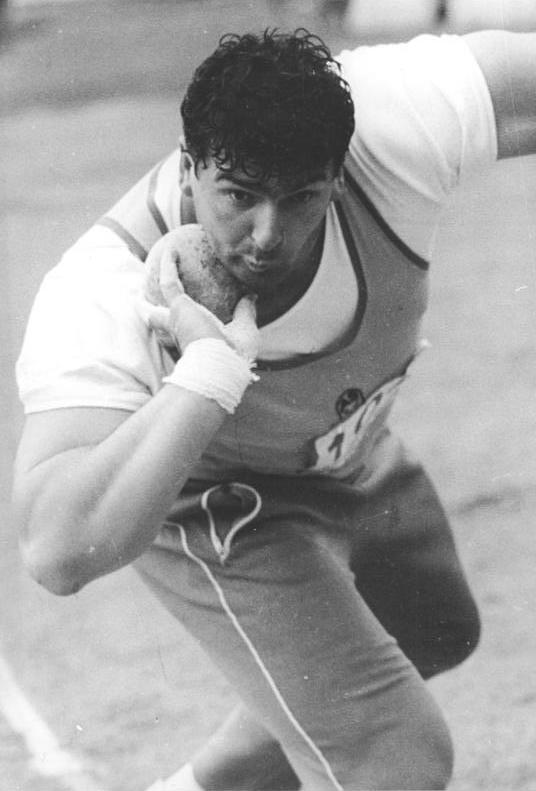
Udo Beyer il 12 maggio 1984 a Erfurt.

| Anno | Manifestazione   | Sede              | Evento         | Risultato | Misura  | Note                          |
| ---- | ---------------- | ----------------- | -------------- | --------- | ------- | ----------------------------- |
| 1973 | Europei juniores | Duisburg          | Getto del peso | Oro       | 19,65 m | Record dei campionati         |
| 1974 | Europei          | Roma              | Getto del peso | 8º        | 19,63 m |                               |
| 1976 | Olimpiadi        | Montréal          | Getto del peso | Oro       | 21,05 m | Miglior prestazione personale |
| 1978 | Europei          | Praga             | Getto del peso | Oro       | 21,08 m | Record dei campionati         |
| 1979 | Universiadi      | Città del Messico | Getto del peso | Oro       | 20,49 m | Record delle Universiadi      |
| 1980 | Olimpiadi        | Mosca             | Getto del peso | Bronzo    | 21,06 m |                               |
| 1982 | Europei          | Atene             | Getto del peso | Oro       | 21,50 m | Record dei campionati         |
| 1983 | Mondiali         | Helsinki          | Getto del peso | 6º        | 20,09 m |                               |
| 1985 | Mondiali indoor  | Parigi            | Getto del peso | Argento   | 21,10 m |                               |
| 1986 | Europei          | Stoccarda         | Getto del peso | Bronzo    | 20,74 m |                               |
| 1987 | Mondiali         | Roma              | Getto del peso | 6º        | 21,13 m |                               |
| 1988 | Olimpiadi        | Seul              | Getto del peso | 4º        | 21,40 m |                               |
| 1990 | Europei          | Spalato           | Getto del peso | 5º        | 20,21 m |                               |
| 1992 | Olimpiadi        | Barcellona        | Getto del peso | 19º       | 18,47 m |                               |

## Campionati nazionali

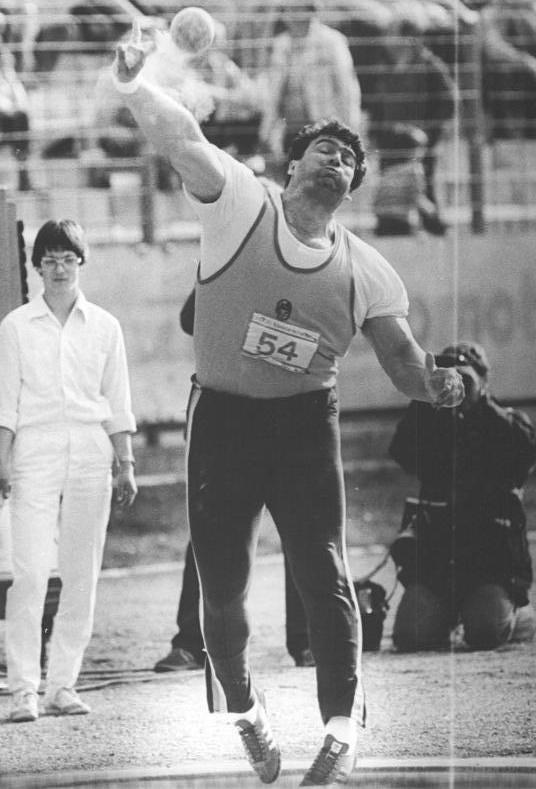
Durante i Campionati nazionali del 1984.

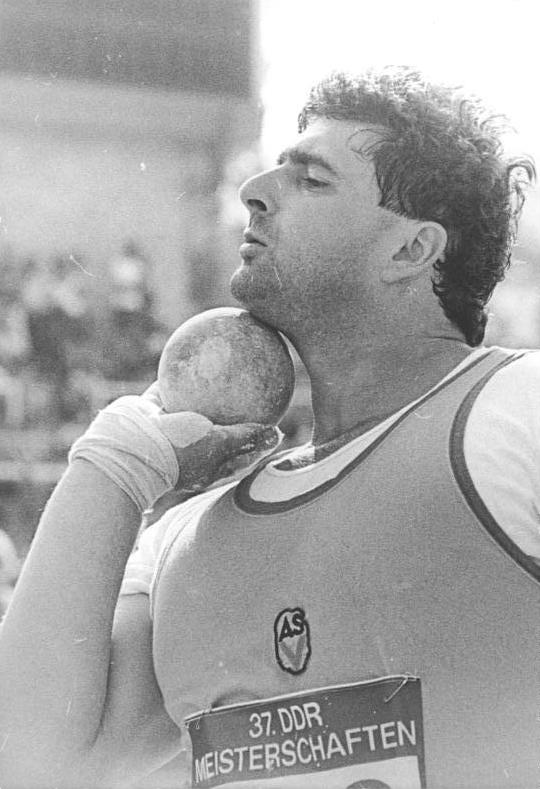
Udo Beyer il 27 giugno 1986 a Gera, nel giorno della vittoria del suo decimo titolo nazionale all'aperto con la misura di 22,14.

- 11 volte campione nazionale della Repubblica Democratica Tedesca nel getto del peso (1977/1987)[8]
- 1 volta nel getto del peso indoor (1980)[9]

1974
- Argento ai Campionati nazionali DDR, getto del peso - 20,20 m

1977
- Oro ai Campionati nazionali DDR, getto del peso - 21,15 m

1978
- Oro ai Campionati nazionali DDR, getto del peso - 21,89 m

1979
- Oro ai Campionati nazionali DDR, getto del peso - 21,12 m

1980
- Oro ai Campionati nazionali DDR indoor, getto del peso - 20,32 m
- Oro ai Campionati nazionali DDR, getto del peso - 21,54 m

1981
- Oro ai Campionati nazionali DDR, getto del peso - 21,44 m

1982
- Oro ai Campionati nazionali DDR, getto del peso - 21,47 m

1983
- Oro ai Campionati nazionali DDR, getto del peso - 21,44 m

1984
- Oro ai Campionati nazionali DDR, getto del peso - 21,72 m

1985
- Oro ai Campionati nazionali DDR, getto del peso - 21,50 m

1986
- Oro ai Campionati nazionali DDR, getto del peso - 22,14 m

1987
- Oro ai Campionati nazionali DDR, getto del peso - 22,31 m

1988
- Argento ai Campionati nazionali DDR, getto del peso - 21,48 m

1990
- Bronzo ai Campionati nazionali DDR, getto del peso

## Altre competizioni internazionali
1977
- Coppa Europa di atletica leggera ( Helsinki)
- Oro in Coppa Europa ( Helsinki), getto del peso - 21,65 m
- Oro in Coppa del mondo di atletica leggera ( Düsseldorf), getto del peso - 21,74 m

1979
- Coppa Europa di atletica leggera ( Torino)
- Oro in Coppa Europa ( Torino), getto del peso - 21,13 m
- Oro in Coppa del mondo di atletica leggera ( Montréal), getto del peso - 20,45 m

1981
- Coppa Europa di atletica leggera ( Zagabria)
- Oro in Coppa Europa ( Zagabria), getto del peso - 21,41 m
- Oro in Coppa del mondo di atletica leggera ( Roma), getto del peso - 21,40 m

1985
- Bronzo in Coppa Europa ( Mosca), getto del peso - 20,51 m

## Riconoscimenti
- Nel 1978 è stato nominato Aleta dell'anno della Germania Est.
- È stato nominato 7 volte campione dello sport.